# Ivan Schwantes
Ivan Marangon Schwantes é ex atleta da Seleção Brasileira de Esgrima, Mestre D´Armas formado pela Associazione Italina Maestri di Scherma, Federazione Italiana Scherma.
Graduado em Licenciatura (2010) e Bacharelado (2011) em Educação Física pela Faculdade Dom Bosco.
Atual Coordenador Técnico de Paraesgrima da Confederação Brasileira de Esgrima.
Head of Delegation da Paraesgrima Brasileira nos Jogos Paralímpicos de Tóquio 2021 e Paris 2024, Técnico nos Jogos do Rio de Janeiro 2016 e Técnico e esparrem do Jovane Guissone na fase de aclimatação para os Jogos de Londres 2012 em Manchester, UK.
Comentarista do Canal SporTV nos Jogos Olímpicos e Paralímpicos de Londres 2012 e Jogos Olímpicos Rio 2016.
Atleta desde 1992, iniciou com seu pai, Ronaldo Schwantes.
Integrante da Seleção Brasileira de 1996 a 2011
Campeão Nacional individual, Tetra Campeão Brasileiro por Equipes, medalhista em campeonato e Jogos Sul Americanos individual e equipes, Campeão Sul Americano Juvenil, competiu em diversas Copas do Mundo.
Fundador da ABE – Associação Brasileira de Esgrimistas.
Técnico da Seleção Brasileira olímpica de Espada masculina nos estágios de treinamento pré Jogos Olímpicos de Tóquio em Portugal, na cidade de Rio Maior, em 2020 e 2021 durante a pandemia.
Oficial da reserva, Primeiro-Tenente (RM-2) da Marinha do Brasil, ex técnico da equipe de esgrima da Escola Naval, instituição de ensino formadora dos futuros oficiais da Marinha do Brasil. Campeão individual e por equipes como técnico na NAVAMAER.
Irmão de Athos Schwantes, atleta olímpico de Esgrima com participações nos Jogos Olímpicos de Londres 2012 e Rio de Janeiro 2016.